# Dolmens d'Ithé
Les dolmens d'Ithé sont deux dolmens situés à Aussurucq dans le département français des Pyrénées-Atlantiques. 

## Contexte général
Les deux dolmens sont situés à 750 m l'un de l'autre en bordure d'une ancienne piste pastorale. Le dolmen no 2 est situé (43° 06′ 25″ N, 0° 57′ 59″ O) légèrement au nord du dolmen no 1 (43° 06′ 05″ N, 0° 57′ 54″ O). Ils appartiennent à un ensemble de plusieurs tumulus funéraires, édifiés au fond de la vallée du massif des Arbailles. Les architectures mégalithique des deux dolmens d'Ithé comportent de fortes similitudes, les réelles différences étant liées uniquement au substrat rocheux immédiat (sol plat pour Ithé no 1, beaucoup plus accidenté pour Ithé no 2), celles des autres tumulus demeurent inconnues car ils sont désormais trop ruinés. L'ensemble plaide pour une contemporanéité des constructions.

## Dolmen d'Ithéno1
C'est l'un des plus grands dolmens du Pays Basque français : il a conservé une partie de son tumulus circulaire d'une quinzaine de mètres de diamètre. Le tumulus est constitué d'une couche de sédiments argilo-limoneux sur près de 1 m de hauteur, surmontée d'une couche de blocs de calcaire et de marne de 0,20 m à 0,50 m d'épaisseur. Toutes les dalles du dolmen sont en calcaire urgonien d'origine locale. La table qui était encore en place au milieu du XXe siècle gît désormais au sol, brisée en quatre morceaux. La chambre sépulcrale est de forme rectangulaire à sub-trapézoïdale (2,70 m de long sur 1,35 m de large) pour une hauteur de 2,35 m. Elle est orientée selon un axe est-sud-est. Elle est délimitée par deux orthostates côté sud, un orthostate côté nord, une dalle de chevet très haute (2,70 m) et une murette en pierre sèche située près de l'entrée de la chambre. Les diaclases du sol marneux ont été utilisées pour caler la dalle de chevet et les supports latéraux et complétées par le creusement de rainures.
| Dalle              | Longueur | Largeur/Épaisseur | Hauteur |
| ------------------ | -------- | ----------------- | ------- |
| Orthostate nord    | 3,55 m   | 0,55 m            | 2,50 m  |
| Orthostate sud n°1 | 1,80 m   | 0,35 m            | 1,20 m  |
| Orthostate sud n°2 | 1,65 m   | 0,40 m            | 2,40 m  |
| Chevet             | 2,70 m   | 1,35 m            | 2,70 m  |

## Dolmen d'Ithéno2
Le tumulus est de forme ovalaire. Il est constitué d'un amoncellement de petits blocs de 0,20 à 0,50 m de long. La chambre sépulcrale est de forme rectangulaire à sub-trapézoïdale avec un rétrécissement au niveau de l'entrée. Elle est orientée selon un axe est-sud-est. Elle est délimitée par une dalle de chevet, deux supports latéraux au nord et deux autres au sud. La table de couverture est fragmentée en plusieurs petits blocs de 0,15 à 0,30 m de long. Comme pour le dolmen no 1, les fractures naturelles du substrat sous-jacent ont été réutilisées pour caler les supports latéraux. Le sol de la chambre est recouvert d'un dallage constitué d'une dalle et de plaquettes en pierre jointives, le pavage est beaucoup plus irrégulier vers l'entrée.
| Dalle               | Longueur | Largeur/Épaisseur | Hauteur |
| ------------------- | -------- | ----------------- | ------- |
| Orthostate nord n°1 | 2,05 m   | 0,16 m            | 0,99 m  |
| Orthostate nord n°2 | 2,45 m   | 1,27 m            | 0,40 m  |
| Orthostate sud n°1  | 2,78 m   | 0,15 m            | 0,83 m  |
| Orthostate sud n°2  | 0,79 m   | 0,12 m            | 0,98 m  |
| Chevet              | 0,90 m   | 0,17 m            | 1,73 m  |

## Mobilier archéologique
Des fouilles archéologiques ont été entreprises entre 1977 et 1987 par Dominique Ebrard sur les deux monuments. Chaque construction a été précédée par un dépôt rituel de pointes de flèches en silex. D'autres armatures de flèches tranchantes ont été découvertes sur le dallage ou entre les pierres du dallage (Ithé no 2). Des éléments de parure (pendeloques, boutons, perles) et des matières colorantes (hématite, bâtons d'ocre jaune) ont été recueillis dans les deux dolmens. Le mobilier céramique est constitué d'une céramique fine de couleur rouge (gobelets) très fragmentée (8428 tessons à Ithé no 1 et 2960 tessons à no 2)  et très altérée et par des tessons de vases à fond plat. Un petit mobilier métallique (fragment de lame, alène) a également été recueilli. Les restes osseux humains sont extrêmement fragmentés, aucun n'a été retrouvé en connexion anatomique mais ils correspondent cependant à des inhumations primaires (présence des petits os des mains). Leur état résulte des piétinements consécutifs aux multiples opérations de vidange et aux réutilisations successives des chambres. Une partie des ossements retrouvés présentait des traces de combustion.
La première phase d'utilisation d'Ithé n°2 est datée entre 3790 et 3650 av. J.-C.. La construction des dolmens daterait d'une période comprise entre le Néolithique moyen et le début du Néolithique récent (armatures de flèches et éléments de parure datés du Campaniforme). Les édifices furent utilisés jusqu'au milieu de l'Âge du bronze (urnes funéraires, incinération). 